# Seseli curvifolium
Seseli curvifolium är en flockblommig växtart som beskrevs av Johann Friedrich Gmelin. Seseli curvifolium ingår i släktet säfferötter, och familjen flockblommiga växter. Inga underarter finns listade i Catalogue of Life.